# Menucourt
Menucourt ist eine französische Gemeinde mit 6189 Einwohnern (Stand: 1. Januar 2022) im Département Val-d’Oise in der Region Île-de-France. Sie liegt an der nordwestlichen Peripherie von Paris. Courdimanche gehört zum Arrondissement Pontoise und zum Kanton Vauréal. Die Einwohner werden Menucourtois(es) genannt.

## Geografie
Menucourt liegt etwa 36 Kilometer nordwestlich von Paris im Vexin.
Die Nachbargemeinden von Menucourt sind Sagy im Norden, Courdimanche im Osten, Boisemont im Südosten, Vaux-sur-Seine im Süden, Évecquemont im Südwesten und Condécourt im Westen.

## Bevölkerungsentwicklung
| Jahr | Einwohner |
| ---- | --------- |
| 1962 | 697       |
| 1968 | 726       |
| 1975 | 4082      |
| 1982 | 4666      |
| 1990 | 4592      |
| 1999 | 5084      |
| 2006 | 5182      |
| 2011 | 5363      |

## Sehenswürdigkeiten

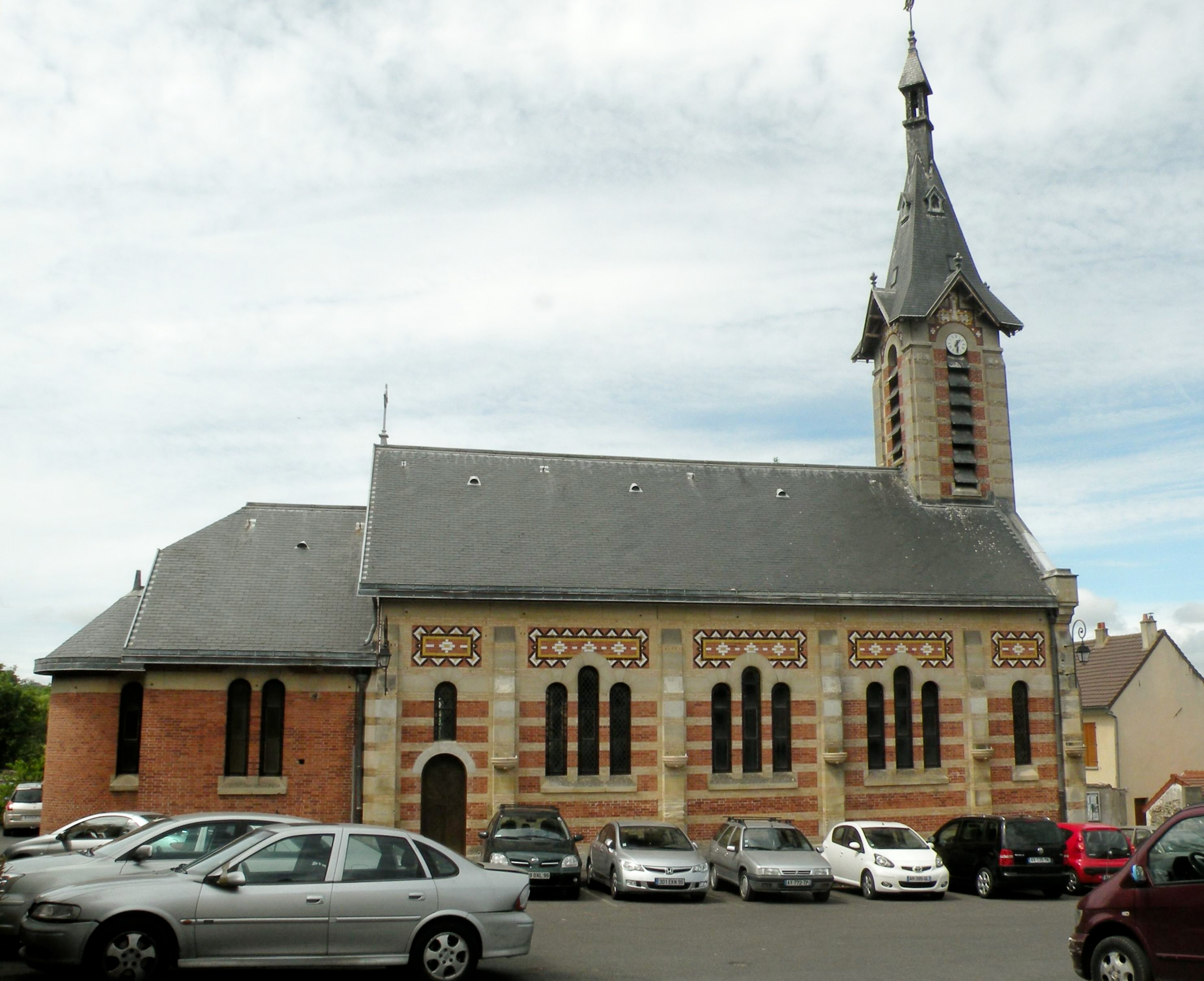
Kirche Saint-Léger in Menucourt

- Kirche Saint-Léger, errichtet 1899 an der Stelle der früheren romanischen Kirche mit einer Fassade im neobyzantinischen Stil